# Институциональный расизм

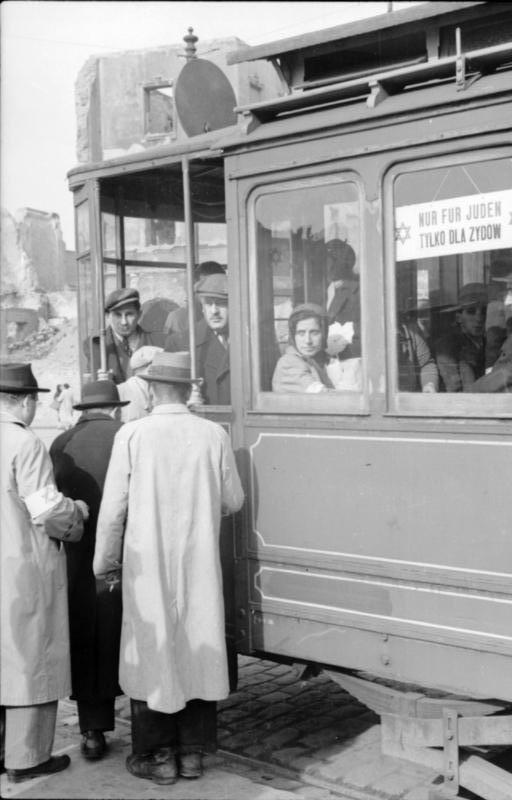
Трамвай в Варшаве, 1941, надпись: «Только для евреев» (Nur für Juden)

Институциональный расизм (англ. Institutional racism), также известный как системный расизм, является формой расизма и выражается в практике социальных и политических институтов. Он находит своё отражение в неравном распределении богатства, доходов, уголовного правосудия, занятости, доступности жилья, здравоохранения, политической власти и образования, а также в ряде других факторов.

## История
Термин «институциональный расизм» был введён в 1967 году Стокли Кармайклом (позже известным как Кваме Туре) и Чарльзом В. Гамильтоном в книге Black Power: политика освобождения. Кармайкл и Гамильтон писали, что в то время как индивидуальный расизм проще идентифицировать из-за его явной природы, институциональный расизм менее ощутим из-за того, что он имеет «менее открытый и гораздо более тонкий» характер. Институциональный расизм «берёт своё начало в работе созданных и уважаемых сил в обществе, и, таким образом, меньше осуждается обществом, чем индивидуальный расизм».